# Pluto, chien de secours
Pour plus de détails, voir Fiche technique et Distribution.
Pluto, chien de secours (Rescue Dog)  est un court métrage d'animation américain de la série Pluto réalisé par Charles A. Nichols pour les studios Disney et sorti en 1947.

## Synopsis
La neige qui recouvre les montagnes n'empêche pas Pluto d'accomplir son devoir de chien de secours, même si sa tâche consiste pour le moment à se secourir lui-même.

## Fiche technique
- Titre original : Rescue Dog
- Titre français : Pluto, chien de secours
- Autres titres : 
  - Finlande : Pelastuskoira
  - Suède : Pluto och sjölejonet
- Série : Pluto
- Réalisation : Charles A. Nichols
- Scénario : Eric Gurney, Bill de la Torre
- Décors : Howard Dunn
- Layout : Karl Karpé
- Animation : Jack Boyd, Jerry Hathcock, George Kreisl, George Nicholas
- Musique : Oliver Wallace
- Production : Walt Disney
- Société de production : Walt Disney Productions
- Société de distribution : RKO Radio Pictures
- Pays :  États-Unis
- Langue : anglais
- Format : Couleur (Technicolor) -  35 mm - 1,37:1 - Son mono (RCA Sound System)
- Durée : 7 min
- Dates de sortie : 
  - États-Unis : 21 mars 1947[1]

## Distribution
- Pinto Colvig : Pluto (voix)